# 이마동
이마동(李馬銅, 1906년 5월 1일~1981년 10월 5일)은 홍익대학교 미술대학장과 한국미술협회 이사장을 지낸 미술가로, 1906년 충남 아산에서 출생하였다. 호는 청구이다.

## 생애
1921년 휘문고등보통학교에 입학하여 고희동에게 그림을 지도 받고, 조선인 최초로 동경미술학교 본과에 정식으로 입학하였다. 1931년 동경에서 구본웅, 김응진 등과 백만회를 조직하였다. 1932년 동경미술학교 서양화과를 졸업하고 목일회 창립에 참여하였다. 조선미술전람회에서 특선을 한 번하였고, 세 번 입선하였다.
해방 후 대한민국미술전람회의 초대작가, 심사위원, 심사위원장, 운영위원을 역임하였고, 1956년 대한미술협회 위원장이 되었다.
그의 주로 풍경화를 그렸는데 사실적인 묘사와 짧은 필치의 화사한 색채를 특징으로 한다. 1960년 이전에는 사실주의에 기반한 화풍을 가지고 있었으나, 이후에는 인상파적 점묘법을 통한 화려한 색감의 화풍을 보여주었다.
대표적인 작품은 1934년작 〈꽃다발 없는 정원〉, 1966년작 〈교회 보이는 풍경〉, 1968년작 〈흑석동 풍경〉 등이다.